# Gemini space
Gemini space denota o conjunto de informações públicas disponibilizadas na Internet pela comunidade Gemini por meio do protocolo Gemini . Assim, Gemini abrange uma rede de comunicação alternativa, com documentos de hipertexto que incluem hiperlinks para outros recursos que o usuário pode acessar facilmente, semelhante à versão segura do Hypertext Transfer Protocol (HTTPS), mas com foco no compartilhamento simplificado de informações, tanto em respeito à criação quanto à leitura de conteúdo Gemini. 

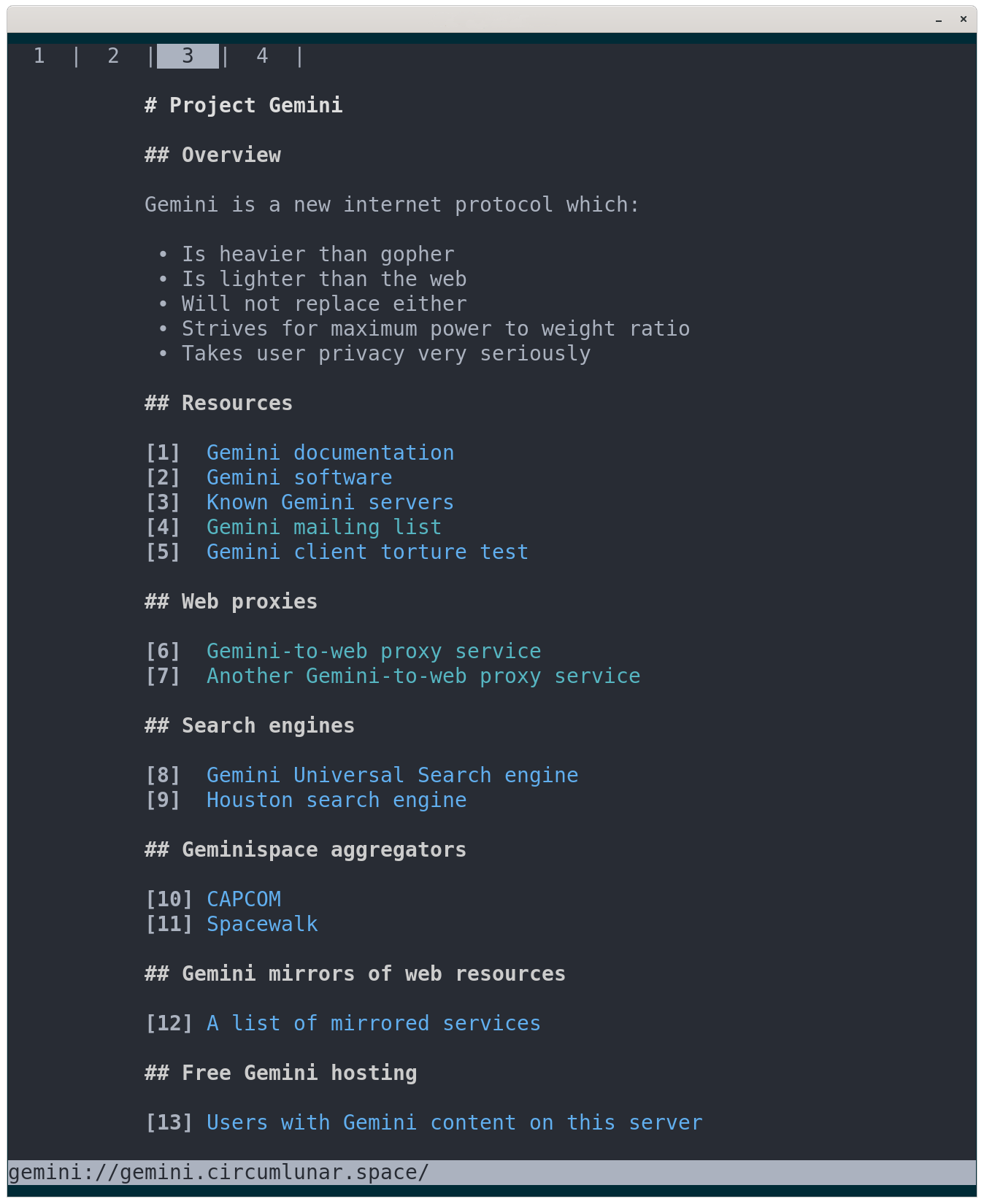
Amfora - Cliente Gemini - Captura de tela.

## Recursos Gemini
Os recursos Gemini, como texto do tipo de mídia "text/gemini" ("gem-text") ou outro conteúdo, são fornecidos pelo software do servidor Gemini para clientes que solicitam o recurso que reside no URL requisitado. A resposta do servidor contém um status de conclusão e o conteúdo solicitado, se disponível. O texto no formato gem-text é orientado por linha, o que simplifica a renderização; ele oferece construções para títulos (três níveis), itens de lista plana, texto pré-formatado e linhas de link - sem ênfase inline.
Os recursos Gemini são identificados e localizados na rede por Uniform Resource Locators (URLs), usando o esquema de URI gemini:// que é análogo ao https:// para a web HTTPS. Como o Gemini foi construído desde o início com a segurança em mente, não existe um análogo inseguro para o esquema http:// original. Tal como acontece com o hipertexto HTTP, os URIs são codificados como hiperlinks em documentos gem-text, de modo a formar documentos de hipertexto interligados na "web" Gemini, que os usuários chamam de "Gemini space".

## Comunidade
A página inicial do Gemini pode ser encontrada em gemini://gemini.circumlunar.space . Para acessar este URL, é necessário um navegador Gemini (cliente). A comunidade mantém uma variedade de tais clientes para plataformas baseadas em texto, gráficas e móveis. A lista de e-mails da Gemini contém vários anúncios de novos clientes.
Como alternativa aos clientes Gemini nativos, os gateways Gemini-para-HTTP podem ser usados com navegadores da web comuns que não oferecem suporte ao protocolo Gemini. Alguns desses servidores proxy são o portal Mozz.us, Vulpes Proxy, e ondollo.
Em dezembro de 2020, o Gemini space consistia de cerca de 500 instâncias Gemini conhecidas ("capsules") identificadas por um crawler que passou por mais de 50,000 URIs.
Um mecanismo de busca Gemini coleta em prazos irregulares mais de 200.000 URIs, publicando alguns dados históricos (ver gráfico).

## Crítica
Em relação à "Web cada vez mais fora de controle", é considerado positivo que as pessoas comecem a pensar em alternativas.  Gemini é estranho, pequeno e diferente; é movido pelo desejo de "que não pudesse ser facilmente estendido". "No fim das contas, o geminiverso é adorável porque é pouco povoado, tem ritmo mais lento e é culto."  Como algumas passagens de documentos sobre o Gemini podem soar como um manifesto, o Gemini space pode ser "desanimador para aqueles que desejam explorar uma tecnologia".
Como o Gemini separa estritamente a responsabilidade pelo conteúdo da responsabilidade pela apresentação, os autores têm pouco controle sobre como seu conteúdo é apresentado.
Uma discussão  acerca de adicionar o protocolo Gemini ao curl mencionou a desvantagem de que o protocolo fecha a conexão TLS após cada solicitação; a usual inexistência de uma cadeia de certificados também foi vista como um mau hábito. Uma diretriz para adicionar protocolos ao curl foi criada desde então.